# Куртбей
Куртбей (на турски: Kurtbey) е малък град в Източна Тракия, Турция, Вилает Одрин. Околия Узункьопрю.

## География
Куртбей се намира на 22 км южно от Узункьопрю.

## История
В XIX век Куртбей е малко село в Узункюприйската кааза на Одринския вилает на Османската империя. Според „Етнография на вилаетите Адрианопол, Монастир и Салоника“, издадена в Константинопол в 1878 година и отразяваща статистиката на населението от 1873, Курт-бей (Court-bey) е село с 22 домакинства и 54 жители мюсюлмани.
Според статистиката на професор Любомир Милетич в 1912 година в селото живеят помаци.